# House of the Rising Sun (Lost)
"House of the Rising Sun" er det sjette afsnit af Lost. Episoden blev instrueret af Michael Zinberg og skrevet af Javier Grillo-Marxuach. Det blev første gang udsendt 27. oktober 2004 på ABC. Sun-Hwa Kwon vises i afsnittets flashbacks.

## Plot
Et flashback viser Sun til en fest. Jin, en tjener, giver Sun en seddel, hvorpå han beder hende om et privat møde. Sun vil flygte med Jin til Amerika, men han insisterer på at de ærefuldt fortæller hendes far, at de ser hinanden.
Jack, Kate, Charlie og Locke tager til hulerne for at hente vand og udforske. Sun bliver chokeret over at se jin angribe Michael på stranden tilsyneladende uden grund. Sawyer og Sayid får skilt dem ad, og lænker Jin til flyvraget med håndjern. Michael siger, at angrebet var racemæssigt motiveret, noget han dog senere fortæller Walt ikke er rigtigt. Ved hulerne findes to lig, som Locke døber Adam og Eva. Fra forrådnelsen af deres tøj anslår Jack, at de har været døde i 40-50 år, og han finder en pose på dem indeholdende to sten, en sort og en hvid.
I et flashback vender Jin tilbage fra en snak med Suns far, der anerkender deres forhold så længe Jin arbejder for ham. En nat efter deres ægteskab kommer Jin hjem dækket i en andens blod. Sun er sur over, at han nægter at tale om det, og klasker ham trist på kinden. Han fortæller kun Sun, at han gør det, hendes far beder ham om.
På stranden fortæller Jin Sun, at Michael har hendes fars ur. Locke og Charlie rydder op i vragdelene ved hulerne, og Locke fortæller Charlie, at han genkender ham fra DriveSHAFT. Charlie er lettet over, at nogen endelig kender hans musikalske baggrund.
Jack og Kate vender tilbage til stranden, og Jack begynder at snakke med folk om at flytte til hulerne. De overlevende diskuterer om de skal blive på stranden, hvor et redningshold ville kunne se dem (og de vil kunne holde signalbålet brændende), eller flytte til hulerne, hvor der er ly og frisk vand. Gruppen deles i to: Jack, Locke, Charlie, Hurley, Jin og Sun flytter til hulerne, mens Kate, Sawyer, Sayid, Michael, Walt, Shannon og Boone bliver på stranden.
I det næste flashback planlægger Sun i hemmelighed at forlade Jin og hendes far, så hun vil blive fri til at tage derhen, hun vil. På stranden finder Sun Michael alene, og på perfekt, ubrudt engelsk siger hun Jeg skal snakke med dig. Michael er chokeret over, at hun taler engelsk. Sun fortæller ham, at Jin ikke er klar over hendes sprogkundskaber. Hun fortæller at Jin angreb Michael på grund af det ur, han har på, der tilhører hendes far. Michael siger, at han fandt det i vraget, og at det ikke er vigtigt for ham.
Ved hulerne fortæller Locke Charlie, at han har kendskab til hans heroinmisbrug. Locke siger, at hvis Charlie opgiver sit stofmisbrug, vil øen give ham hans guitar, som han savner dybt. Charlie giver Locke heroinen, og Locke viser ham, hvor guitaren er. Charlie er ekstatisk. På stranden nægter Kate at tage med Jack til hulerne. Michael går truende hen til Jin med en økse og skærer ham fri fra håndjernene. En af delene bliver dog på hans håndled. Han giver Jin uret, og fortæller ham, at han skal holde sig væk fra ham og Walt.
Et flashback viser Sun i lufthavnen på vej til at forlade Jin for evigt. Hun kan dog ikke gøre det, da han udtrykker en kærlighedsgestus til hende, og hun går om bord på det forbandede fly med sin mand. Den nat ved hulerne spiller Charlie på sin guitar, mens Jack vender tilbage med folk fra stranden.